# Bocaue
Bocaue (Bayan ng Bocaue) är en kommun i Filippinerna. Kommunen ligger på ön Luzon, och tillhör provinsen Bulacan. Folkmängden uppgår till 86 994 invånare.

## Källor

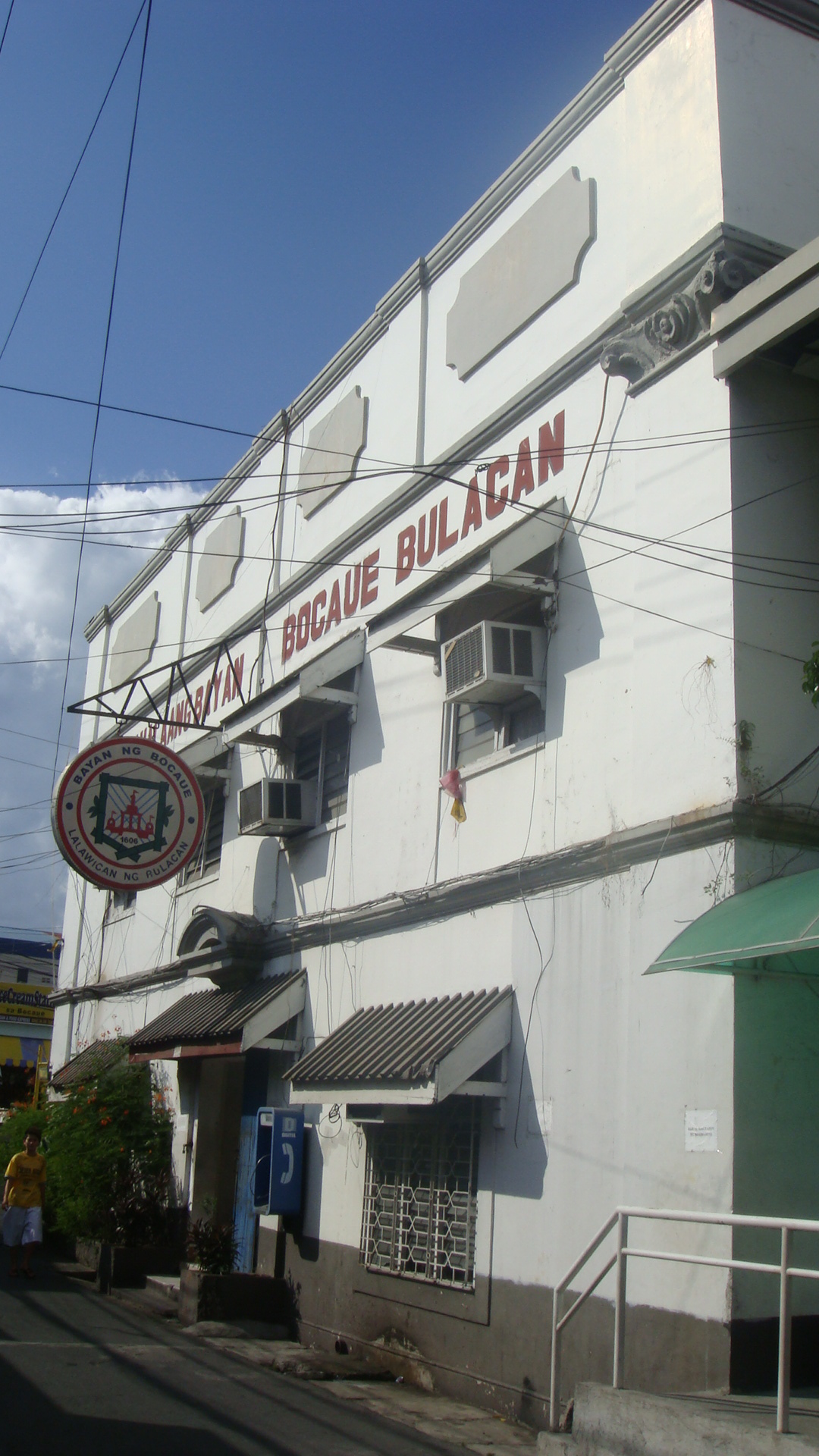
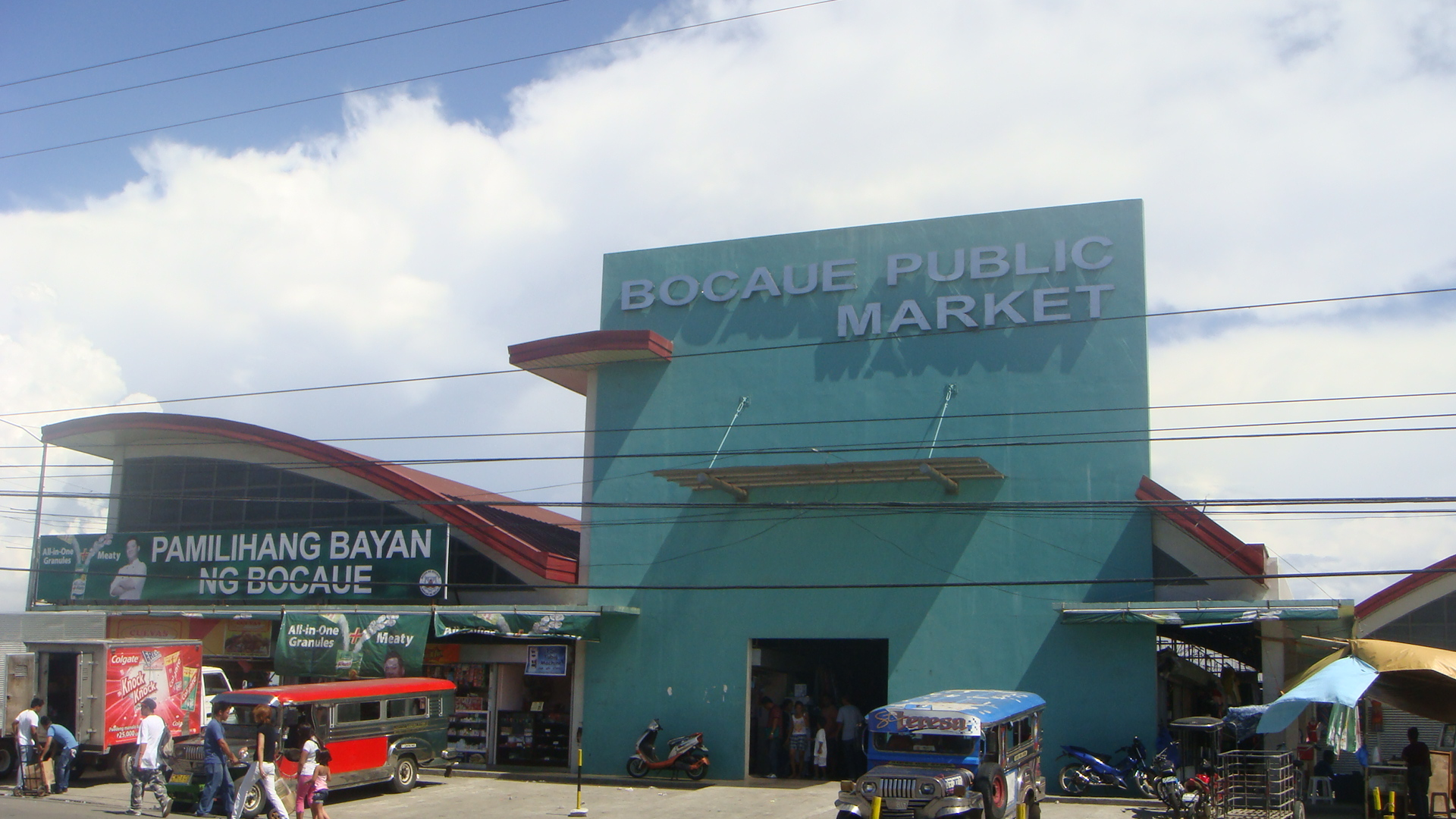
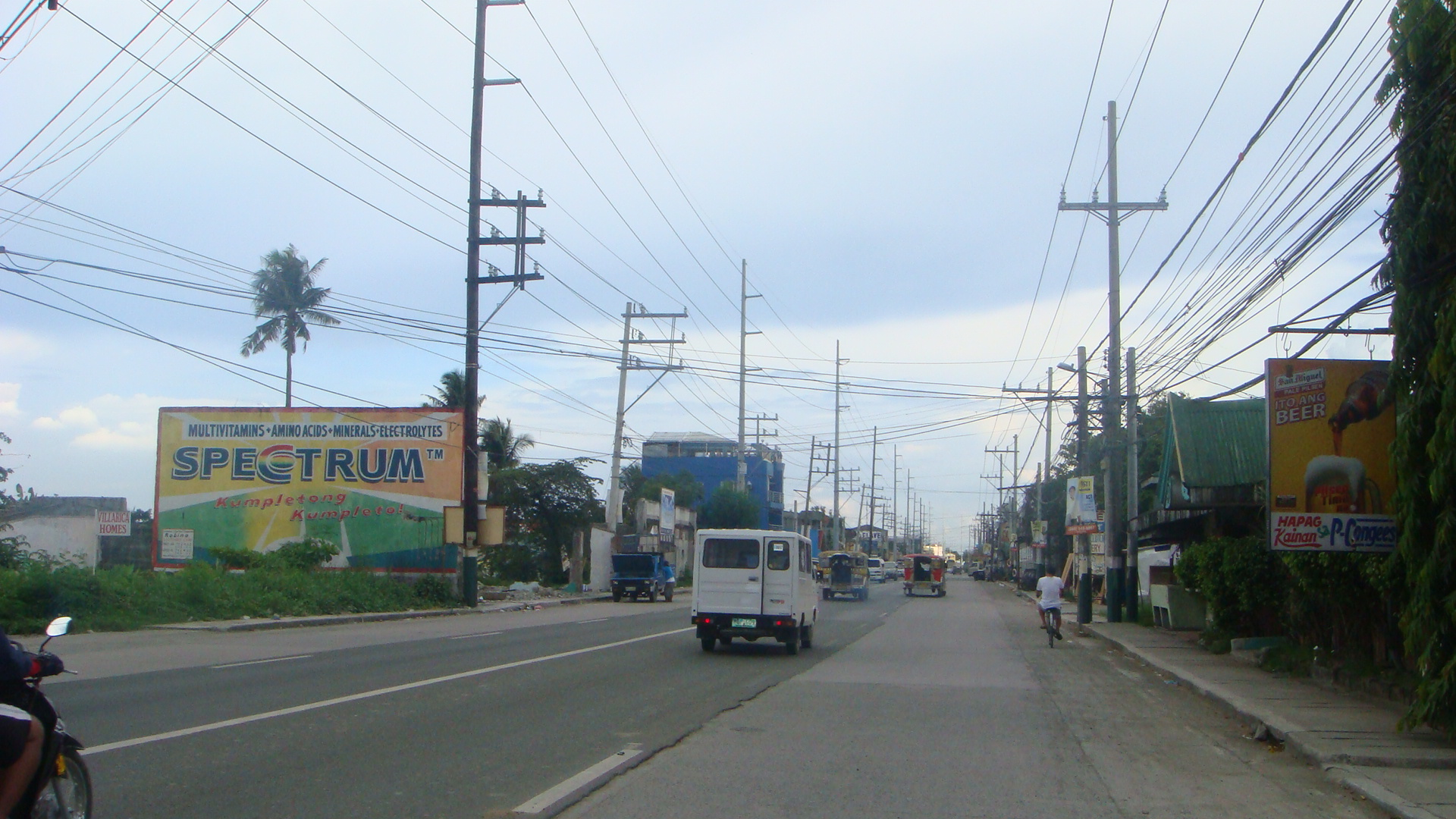
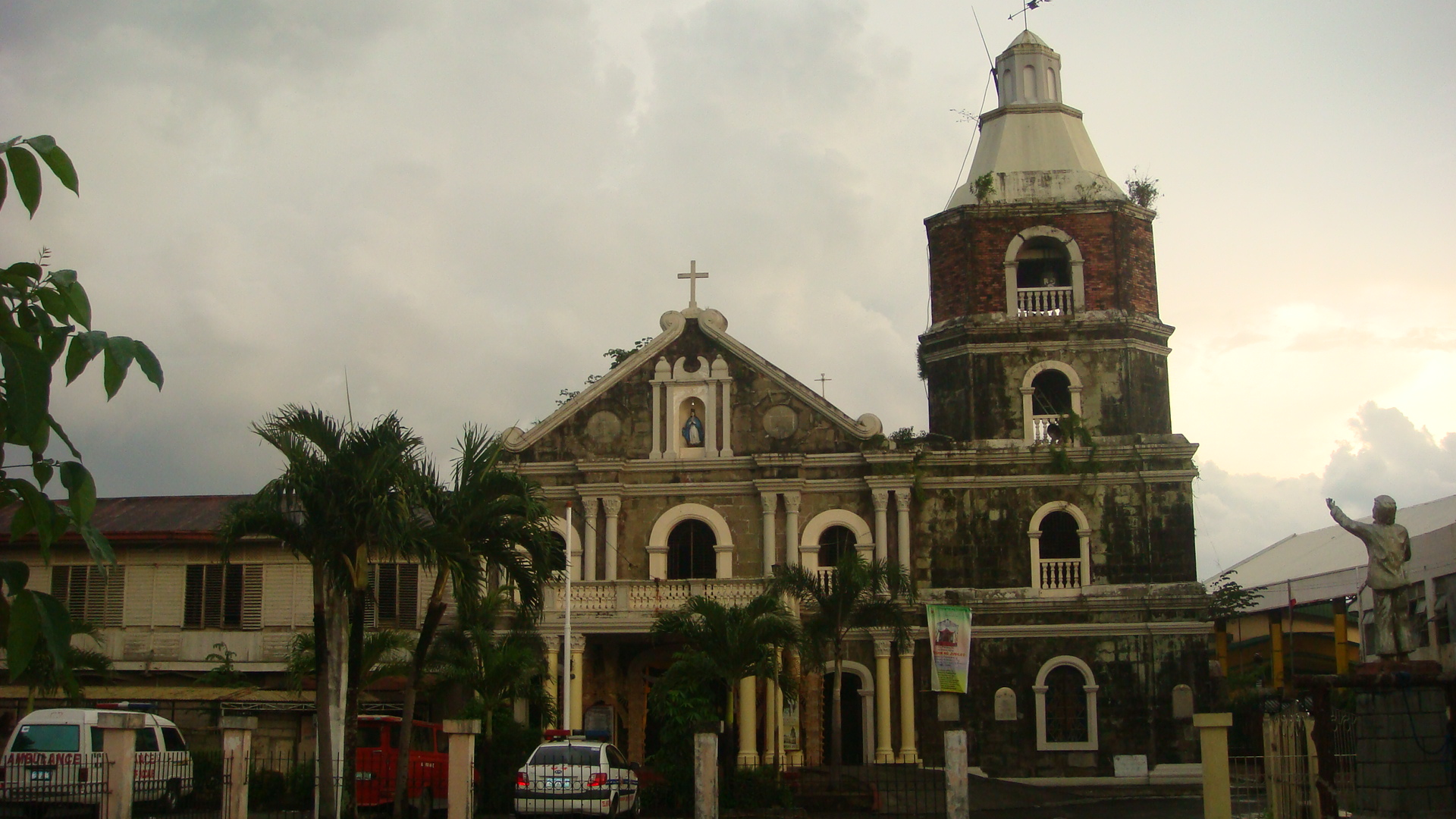

## Barangayer
Bocaue är indelat i 19 barangayer.
| - Antipona - Bagumbayan - Bambang - Batia - Biñang 1st - Biñang 2nd - Bolacan - Bundukan - Bunlo - Caingin | - Duhat - Igulot - Lolomboy - Poblacion - Sulucan - Taal - Tambobong - Turo - Wakas |